# Aphis oestlundi
Aphis oestlundi är en insektsart som beskrevs av David D. Gillette 1927. Aphis oestlundi ingår i släktet Aphis och familjen långrörsbladlöss. Inga underarter finns listade i Catalogue of Life.